# 臭化鉄(III)
臭化鉄(III)（しゅうかてつIII、Iron(III) bromide）は、化学式 FeBr3 の無機化合物である。赤褐色の化合物で、芳香族化合物のハロゲン化のルイス酸触媒として使われる。水と反応して酸性を示す。

## 構造、合成、性質
FeBr3はFeを中心とした六配位、正八面体構造を特徴としたポリマー構造を形成する。安価に販売されており、金属鉄を臭素で処理することで作られる：
{\displaystyle {\ce {2Fe\ + 3 Br2 -> 2FeBr3}}}
200℃以上に熱すると分解して臭化鉄(II)となる。
{\displaystyle {\ce {FeBr3 -> FeBr2\ + {\frac {1}{2}}Br2}}}
塩化鉄(III)は非常に安定であり、臭素より大きな酸化力を持つ。そして、従来の傾向に追随して、ヨウ化鉄(III)はその三臭化物より不安定である。